# Atlas Cheetah
Il Cheetah è un caccia, progettato e costruito dall'azienda aeronautica sudafricana Atlas Aircraft Corporation (diventata successivamente Denel Aviation), sviluppato dal famoso Dassault Mirage III per aggirare l'embargo imposto al paese africano dalle Nazioni Unite nel 1977. È caratterizzato, come l'aereo francese, dall'ala a delta, ma con l'aggiunta delle alette canard posizionate sulle prese d'aria. Inoltre fa largo uso di avionica e tecnologia israeliana simile a quella impiegata per il velivolo israeliano IAI Kfir.

## Storia del progetto
Il "programma Cheetah" fu avviato dalla Atlas Aircraft Corporation in seguito all'embargo imposto al Sudafrica dalle Nazioni Unite nel 1977. L'azienda africana fu incaricata dalla Suid-Afrikaanse Lugmag per sviluppare un velivolo da caccia capace di rispondere alle nuove minacce nemiche che i moderni scenari bellici offrivano, come ad esempio i sofisticati caccia sovietici Mikoyan-Gurevich MiG-23 forniti alla vicina Angola, Paese in guerra con i sudafricani per motivi di confini nazionali.
Poiché era stato vietato al Sudafrica la vendita di materiale bellico e di nuovi aerei, lo stato sudafricano capì che l'unica strada da percorrere era quella di aggiornare i propri mezzi in servizio.
I lavori furono eseguiti dalla Atlas Aircraft Corporation, successivamente diventata Atlas Aviation e infine Denel Aviation, avvalendosi di tecnici della Israeli Aircraft Industries (IAI), i quali avevano acquisito notevoli competenze tecnologiche lavorando sul proprio velivolo da combattimento IAI Lavi.
Il prototipo del Cheetah volò il 16 luglio 1986 e subito dopo venne consegnato ai reparti dell'aeronautica militare sudafricana, che lo dichiarò operativo nel 1987.

## Versioni
- Cheetah C: È la versione monoposto da caccia realizzata in 38 esemplari;
- Cheetah D: Variante biposto per la conversione operativa dei piloti, è stata costruita in 16 unità;
- Cheetah E: Versione monoposto aggiornata per missioni multiruolo, è stata realizzata in 16 esemplari.

## Utilizzatori

### Civili
Stati Uniti
- Draken International

12 esemplari (9 Cheetah C e 3 Cheetah D) ex Suid-Afrikaanse Lugmag acquistati nel 2017. Un ulteriore esemplare è stato riportato in condizioni di volo e sarà consegnato entro la fine del 2021.

### Militari
Sudafrica
- Suid-Afrikaanse Lugmag

dal 1987 al 2008 è stata equipaggiata con 38 esemplari di Cheetah C, 16 della versione Cheetah D e 16 della variante Cheetah E. (9 Cheetah C e 3 Cheetah D) sono stati venduti alla Draken International nel 2017. 12 esemplari sono stati ceduti all'Aviazione Ecuadoriana nel 2011 (più due ulteriori rimpiazzo nel 2016). Un ulteriore Cheetah C sarà consegnato alla Draken International nel corso del 2021.
 Ecuador
- Fuerza Aérea Ecuatoriana

10 Cheetah C monoposto e due Cheetah B/D2 biposto ex Aviazione Sudafricana consegnati a partire dal 2011 ed entrati in servizio il 14 febbraio 2012. 2 ulteriori esemplari monoposto sono stati consegnati nel 2016 per sostituire altrettanti aeromobili danneggiati in modo irreparabile. Tutti i Cheetah sono stati ritirati dal servizio a giugno 2021.
 Cile
- Fuerza Aérea de Chile

nel 2003 acquistò 5 ex-SAAF usati fuori-servizio (col desiderio di comprarne altri 7) per fonte di pezzi di ricambio per i suoi simili ENAER Pantera.

## Velivoli comparabili
- Dassault Mirage III
- Dassault Mirage 5
- IAI Nesher/Dagger/Finger
- IAI Kfir/Nammer

## Bibliografia

Varie viste dell'Atlas Cheetah